# Fussball Club Luzern 2017-2018
Questa voce raccoglie le informazioni riguardanti il Fussball Club Luzern nelle competizioni ufficiali della stagione 2017-2018.

## Stagione
Nella stagione 2017-2018 il Lucerna, allenato da Markus Babbel e Gerardo Seoane, concluse il campionato di Super League al 3º posto. In Coppa Svizzera il Lucerna fu eliminato ai quarti di finale dal Basilea. In Europa League il Lucerna fu eliminato al secondo turno di qualificazione dall'Osijek.

## Rosa
| N. |                      | Ruolo | Calciatore           |
| -- | -------------------- | ----- | -------------------- |
| 1  | Svizzera (bandiera)  | P     | David Zibung         |
| 3  | Serbia (bandiera)    | D     | Lazar Ćirković       |
| 4  | Svizzera (bandiera)  | D     | Stefan Knežević      |
| 5  | Brasile (bandiera)   | D     | Lucas Alves          |
| 6  | Svizzera (bandiera)  | D     | Remo Arnold          |
| 7  | Svizzera (bandiera)  | D     | Claudio Lustenberger |
| 8  | Svizzera (bandiera)  | C     | Olivier Custodio     |
| 9  | Australia (bandiera) | A     | Tomi Jurić           |
| 10 | Svizzera (bandiera)  | C     | Daniel Follonier     |
| 11 | Svizzera (bandiera)  | C     | Pascal Schürpf       |
| 14 | Svizzera (bandiera)  | D     | Nicolas Schindelholz |
| 15 | Germania (bandiera)  | C     | Marvin Schulz        |
| 17 | Svizzera (bandiera)  | D     | Simon Grether        |
| 19 | Svizzera (bandiera)  | C     | Christian Schneuwly  |
| 20 | Kosovo (bandiera)    | A     | Shkelqim Demhasaj    |

| N. |                     | Ruolo | Calciatore          |
| -- | ------------------- | ----- | ------------------- |
| 21 | Svizzera (bandiera) | P     | Jonas Omlin         |
| 22 | Svizzera (bandiera) | P     | Simon Enzler        |
| 23 | Svizzera (bandiera) | C     | Stefan Wolf         |
| 24 | Svizzera (bandiera) | A     | Ruben Vargas        |
| 25 | Svizzera (bandiera) | D     | Yannick Schmid      |
| 27 | Svizzera (bandiera) | D     | Christian Schwegler |
| 29 | Svizzera (bandiera) | A     | Dereck Kutesa       |
| 31 | Kosovo (bandiera)   | C     | Hekuran Kryeziu     |
| 34 | Svizzera (bandiera) | D     | Silvan Sidler       |
| 35 | Svizzera (bandiera) | C     | Filip Ugrinić       |
| 36 | Germania (bandiera) | C     | Dren Feka           |
| 42 | Kosovo (bandiera)   | C     | Idriz Voca          |
| 68 | Svizzera (bandiera) | C     | Francisco Rodríguez |
| 80 | Georgia (bandiera)  | C     | Valeriane Gvilia    |

## Organigramma societario
Area tecnica
- Allenatore: Gerardo Seoane
- Allenatore in seconda: Michael Silberbauer
- Preparatore dei portieri: Swen König
- Preparatori atletici: Norbert Fischer, Christian Schmidt

## Calciomercato

### Sessione estiva
| Acquisti | Acquisti             | Acquisti            | Acquisti |
| R.       | Nome                 | da                  | Modalità |
| -------- | -------------------- | ------------------- | -------- |
| A        | Dereck Kutesa        | Basilea             |          |
| C        | Daniel Follonier     | Sion                |          |
| C        | Marvin Schulz        | Borussia M'gladbach |          |
| C        | Olivier Custodio     | Losanna             |          |
| A        | Shkelqim Demhasaj    | Sciaffusa           |          |
| C        | Dren Feka            | Amburgo             |          |
| A        | Jong Il-gwan         | Rimyongsu           |          |
| D        | Nicolas Schindelholz | Thun                |          |
| D        | Yannick Schmid       | Wohlen              |          |
| D        | Christian Schwegler  | Salisburgo          |          |
| A        | Ruben Vargas         | Lucerna II          |          |

| Cessioni | Cessioni        | Cessioni        | Cessioni |
| R.       | Nome            | a               | Modalità |
| -------- | --------------- | --------------- | -------- |
| A        | Cedric Itten    | Basilea         |          |
| C        | Dario Ulrich    | Winterthur      |          |
| C        | João Oliveira   | Lechia Danzica  |          |
| C        | Frane Čirjak    | Zrinjski Mostar |          |
| C        | Nicolas Haas    | Atalanta        |          |
| C        | Qëndrim Kameraj | Juventus U19    |          |
| C        | Markus Neumayr  | Kasımpaşa       |          |
| D        | Ricardo Costa   | Tondela         |          |
| D        | Sally Sarr      | Servette        |          |
| A        | Marco Schneuwly | Sion            |          |

### Sessione invernale
| Acquisti | Acquisti         | Acquisti     | Acquisti |
| R.       | Nome             | da           | Modalità |
| -------- | ---------------- | ------------ | -------- |
| C        | Valeriane Gvilia | BATĖ Borisov |          |
| D        | Lazar Ćirković   | Partizan     |          |
| C        | Stefan Wolf      | Lucerna II   |          |

| Cessioni | Cessioni     | Cessioni  | Cessioni |
| R.       | Nome         | a         | Modalità |
| -------- | ------------ | --------- | -------- |
| A        | Jong Il-gwan | Wil       |          |
| D        | Reto Ziegler | FC Dallas |          |

## Risultati

### Super League

#### Prima fase, girone di andata
| Arbitro: | Bieri |

|           |           |  |
| Jurić 81’ | Marcatori |  |

| Arbitro: | San |

|                                             |           |                        |
| Elyounoussi 14’ Bua 23’ van Wolfswinkel 78’ | Marcatori | 53’ (aut.) Elyounoussi |

| Arbitro: | Tschudi |

|                       |           |                      |
| Jong 77’ Demhasaj 89’ | Marcatori | 7’ Munsy 67’ Jeffrén |

| Arbitro: | San |

|  |           |                          |
|  | Marcatori | 41’ Schmid 87’ Rodríguez |

| Arbitro: | Schärer |

|                |           |             |
| Acquafresca 5’ | Marcatori | 21’ Schürpf |

| Arbitro: | Amhof |

|                 |           |          |
| Jurić 4’ (rig.) | Marcatori | 60’ Koné |

| Arbitro: | Schärer |

|                            |           |                        |
| Follonier 68’ Demhasaj 84’ | Marcatori | 11’ Rapp 57’ Spielmann |

| Arbitro: | Jaccottet |

|                                                 |           |            |
| Assalé 34’ Nsame 45’ Fassnacht 78’ Ngamaleu 87’ | Marcatori | 38’ Schmid |

| Arbitro: | Amhof |

|                       |           |                                       |
| Jurić 12’ (rig.), 60’ | Marcatori | 38’ Marín 48’ Geissmann 61’ Margiotta |

#### Prima fase, girone di ritorno
| Arbitro: | Hänni |

|                      |           |  |
| Hediger 31’ Rapp 62’ | Marcatori |  |

| Arbitro: | San |

|              |           |             |
| Djuričin 66’ | Marcatori | 7’ Demhasaj |

| Arbitro: | Erlachner |

|  |           |               |
|  | Marcatori | 42’ Sulejmani |

| Arbitro: | Amhof |

|            |           |  |
| Gerndt 24’ | Marcatori |  |

| Arbitro: | Klossner |

|                                     |           |  |
| Rodríguez 2’ Demhasaj 51’ Jurić 54’ | Marcatori |  |

| Arbitro: | Schnyder |

|                                         |           |           |
| Campo 41’ Zárate 77’ Kololli 90’ (rig.) | Marcatori | 23’ Alves |

| Arbitro: | Jaccottet |

|              |           |                                     |
| Demhasaj 18’ | Marcatori | 31’, 90’ Lang 69’ Oberlin 81’ Itten |

| Arbitro: | Hänni |

|                                      |           |          |
| Kukeli 30’ (aut.) Ziegler 44’ (rig.) | Marcatori | 41’ Uçan |

| Arbitro: | Klossner |

|          |           |                            |
| Odey 24’ | Marcatori | 12’ Schneuwly 37’ Knežević |

#### Seconda fase, girone di andata
| Arbitro: | San |

|                               |           |                                          |
| Kutesa 51’ Ziegler 73’ (rig.) | Marcatori | 33’, 66’ Sanogo 37’ Assalé 48’ Sulejmani |

| Arbitro: | Klossner |

|                            |           |             |
| Rodríguez 1’ Schneuwly 31’ | Marcatori | 88’ Kololli |

| Arbitro: | Hänni |

|              |           |                         |
| Lavanchy 20’ | Marcatori | 80’ Jurić 83’ Schneuwly |

| Arbitro: | Fähndrich |

|             |           |               |
| Dwamena 60’ | Marcatori | 28’ Schneuwly |

| Arbitro: | Jaccottet |

|                 |           |          |
| Schürpf 7’, 32’ | Marcatori | 19’ Joss |

| Arbitro: | Schärer |

|            |           |             |
| Kasami 31’ | Marcatori | 45’ Schürpf |

| Arbitro: | San |

|            |           |  |
| Gvilia 46’ | Marcatori |  |

| Arbitro: | Erlachner |

|               |           |                  |
| Carlinhos 71’ | Marcatori | 41’, 76’ Schürpf |

| Arbitro: | Tschudi |

|                                           |           |          |
| Jurić 21’ (rig.) Schneuwly 29’ Vargas 41’ | Marcatori | 90’ Toko |

#### Seconda fase, girone di ritorno
| Arbitro: | Schärer |

|            |           |  |
| Sorgić 78’ | Marcatori |  |

| Arbitro: | Tschudi |

|  |           |           |
|  | Marcatori | 50’ Cunha |

| Arbitro: | Jaccottet |

|  |           |             |
|  | Marcatori | 82’ Schürpf |

| Arbitro: | San |

|                             |           |                      |
| Lustenberger 6’ Grether 90’ | Marcatori | 43’ (rig.) Rodríguez |

| Arbitro: | Klossner |

|                             |           |               |
| Hoarau 52’ (rig.) Nsame 89’ | Marcatori | 47’ Schneuwly |

| Arbitro: | Schärer |

|                          |           |  |
| Schürpf 43’ Demhasaj 51’ | Marcatori |  |

| Arbitro: | Klossner |

|                              |           |                             |
| Sigurjónsson 17’ (rig.), 63’ | Marcatori | 37’, 60’ Schürpf 88’ Schulz |

| Arbitro: | Jaccottet |

|               |           |              |
| Rodríguez 67’ | Marcatori | 56’ Djuričin |

| Arbitro: | San |

|                           |           |                       |
| Elyounoussi 17’ Ajeti 82’ | Marcatori | 9’ Schulz 85’ Schürpf |

### Coppa Svizzera
| Arbitro: | San |

|  |           |             |
|  | Marcatori | 70’ Schürpf |

| Arbitro: | San |

|  |           |              |
|  | Marcatori | 61’ Demhasaj |

| Arbitro: | San |

|                                |           |                                     |
| Allaoui 45’ (rig.) Veuthey 69’ | Marcatori | 20’ Demhasaj 46’ Ugrinić 86’ Vargas |

| Arbitro: | Schärer |

|               |           |             |
| Lang 14’, 52’ | Marcatori | 22’ Schürpf |

### Europa League

#### Fase di qualificazione
| Arbitro: | Guida |

|                      |           |  |
| Ejupi 66’ Grezda 79’ | Marcatori |  |

| Arbitro: | Lundby |

|                |           |           |
| Jurić 19’, 62’ | Marcatori | 72’ Ejupi |

## Statistiche

### Statistiche di squadra
| Competizione   | Punti | In casa | In casa | In casa | In casa | In casa | In casa | In trasferta | In trasferta | In trasferta | In trasferta | In trasferta | In trasferta | Totale | Totale | Totale | Totale | Totale | Totale | DR |
| Competizione   | Punti | G       | V       | N       | P       | Gf      | Gs      | G            | V            | N            | P            | Gf           | Gs           | G      | V      | N      | P      | Gf     | Gs     | DR |
| -------------- | ----- | ------- | ------- | ------- | ------- | ------- | ------- | ------------ | ------------ | ------------ | ------------ | ------------ | ------------ | ------ | ------ | ------ | ------ | ------ | ------ | -- |
| Super League   | 54    | 18      | 9       | 4       | 5       | 29      | 24      | 18           | 6            | 5            | 7            | 22           | 27           | 36     | 15     | 9      | 12     | 51     | 51     | 0  |
| Coppa Svizzera | -     | 0       | 0       | 0       | 0       | 0       | 0       | 4            | 3            | 0            | 1            | 6            | 4            | 4      | 3      | 0      | 1      | 6      | 4      | +2 |
| Europa League  | -     | 1       | 1       | 0       | 0       | 2       | 1       | 1            | 0            | 0            | 1            | 0            | 2            | 2      | 1      | 0      | 1      | 2      | 3      | -1 |
| Totale         | 54    | 19      | 10      | 4       | 5       | 31      | 25      | 23           | 9            | 5            | 9            | 28           | 33           | 42     | 19     | 9      | 14     | 59     | 58     | +1 |

### Andamento in campionato
| Giornata  | 1 | 2 | 3 | 4 | 5 | 6 | 7 | 8 | 9 | 10 | 11 | 12 | 13 | 14 | 15 | 16 | 17 | 18 | 19 | 20 | 21 | 22 | 23 | 24 | 25 | 26 | 27 | 28 | 29 | 30 | 31 | 32 | 33 | 34 | 35 | 36 |
| --------- | - | - | - | - | - | - | - | - | - | -- | -- | -- | -- | -- | -- | -- | -- | -- | -- | -- | -- | -- | -- | -- | -- | -- | -- | -- | -- | -- | -- | -- | -- | -- | -- | -- |
| Luogo     | C | T | C | T | T | C | C | T | C | T  | T  | C  | T  | C  | T  | C  | C  | T  | C  | C  | T  | T  | C  | T  | C  | T  | C  | T  | C  | T  | C  | T  | C  | T  | C  | T  |
| Risultato | V | P | N | V | N | N | N | P | P | P  | N  | P  | P  | V  | P  | P  | V  | V  | P  | V  | V  | N  | V  | N  | V  | V  | V  | P  | P  | V  | V  | P  | V  | V  | N  | N  |
| Posizione | 3 | 6 | 6 | 4 | 4 | 4 | 4 | 6 | 7 | 8  | 9  | 9  | 10 | 8  | 9  | 10 | 9  | 8  | 9  | 9  | 7  | 7  | 7  | 6  | 5  | 4  | 4  | 4  | 4  | 4  | 3  | 3  | 3  | 3  | 3  | 3  |

Legenda:

Luogo: C = Casa; T = Trasferta. Risultato: V = Vittoria; N = Pareggio; P = Sconfitta.

### Statistiche dei giocatori
| Giocatore       | Super League | Super League | Super League | Super League | Coppa Svizzera | Coppa Svizzera | Coppa Svizzera | Coppa Svizzera | Europa League | Europa League | Europa League | Europa League | Totale   | Totale | Totale      | Totale     |
| Giocatore       | Presenze     | Reti         | Ammonizioni  | Espulsioni   | Presenze       | Reti           | Ammonizioni    | Espulsioni     | Presenze      | Reti          | Ammonizioni   | Espulsioni    | Presenze | Reti   | Ammonizioni | Espulsioni |
| --------------- | ------------ | ------------ | ------------ | ------------ | -------------- | -------------- | -------------- | -------------- | ------------- | ------------- | ------------- | ------------- | -------- | ------ | ----------- | ---------- |
| L. Alves        | 6            | 1            | 1            | 0            | 0              | 0              | 0              | 0              | 0             | 0             | 0             | 0             | 6        | 1      | 1           | 0          |
| R. Arnold       | 0            | 0            | 0            | 0            | 0              | 0              | 0              | 0              | 1             | 0             | 0             | 0             | 1        | 0      | 0           | 0          |
| O. Custodio     | 28           | 0            | 6            | 0            | 3              | 0              | 0              | 0              | 2             | 0             | 1             | 0             | 33       | 0      | 7           | 0          |
| S. Demhasaj     | 32           | 6            | 4            | 0            | 4              | 2              | 1              | 0              | 1             | 0             | 0             | 0             | 37       | 8      | 5           | 0          |
| S. Enzler       | 0            | 0            | 0            | 0            | 0              | 0              | 0              | 0              | 0             | 0             | 0             | 0             | 0        | 0      | 0           | 0          |
| D. Feka         | 3            | 0            | 0            | 0            | 0              | 0              | 0              | 0              | 0             | 0             | 0             | 0             | 3        | 0      | 0           | 0          |
| D. Follonier    | 14           | 1            | 0            | 0            | 3              | 0              | 1              | 0              | 0             | 0             | 0             | 0             | 17       | 1      | 1           | 0          |
| S. Grether      | 26           | 1            | 5            | 0            | 3              | 0              | 0              | 0              | 0             | 0             | 0             | 0             | 29       | 1      | 5           | 0          |
| V. Gvilia       | 12           | 1            | 2            | 0            | 0              | 0              | 0              | 0              | 0             | 0             | 0             | 0             | 12       | 1      | 2           | 0          |
| C. Itten        | 5            | 0            | 1            | 0            | 1              | 0              | 0              | 0              | 2             | 0             | 0             | 0             | 8        | 0      | 1           | 0          |
| I. Jong         | 4            | 1            | 0            | 0            | 1              | 0              | 1              | 0              | 1             | 0             | 0             | 0             | 6        | 1      | 1           | 0          |
| T. Jurić        | 27           | 7            | 4            | 2            | 3              | 0              | 0              | 0              | 1             | 2             | 0             | 0             | 31       | 9      | 4           | 2          |
| S. Knežević     | 24           | 1            | 6            | 1            | 2              | 0              | 0              | 0              | 2             | 0             | 0             | 0             | 28       | 1      | 6           | 1          |
| H. Kryeziu      | 28           | 0            | 4            | 1            | 3              | 0              | 0              | 0              | 1             | 0             | 0             | 0             | 32       | 0      | 4           | 1          |
| D. Kutesa       | 11           | 1            | 0            | 0            | 3              | 0              | 0              | 0              | 0             | 0             | 0             | 0             | 14       | 1      | 0           | 0          |
| C. Lustenberger | 27           | 1            | 6            | 0            | 3              | 0              | 0              | 0              | 2             | 0             | 0             | 0             | 32       | 1      | 6           | 0          |
| J. Oliveira     | 1            | 0            | 0            | 0            | 0              | 0              | 0              | 0              | 1             | 0             | 0             | 0             | 2        | 0      | 0           | 0          |
| J. Omlin        | 36           | 0            | 2            | 0            | 2              | 0              | 0              | 0              | 2             | 0             | 0             | 0             | 40       | 0      | 2           | 0          |
| F. Rodríguez    | 29           | 4            | 2            | 0            | 3              | 0              | 0              | 0              | 2             | 0             | 0             | 0             | 34       | 4      | 2           | 0          |
| N. Schindelholz | 2            | 0            | 1            | 0            | 0              | 0              | 0              | 0              | 0             | 0             | 0             | 0             | 2        | 0      | 1           | 0          |
| Y. Schmid       | 12           | 2            | 2            | 0            | 2              | 0              | 0              | 0              | 2             | 0             | 1             | 0             | 16       | 2      | 3           | 0          |
| C. Schneuwly    | 32           | 6            | 6            | 0            | 3              | 0              | 0              | 0              | 2             | 0             | 1             | 0             | 37       | 6      | 7           | 0          |
| M. Schulz       | 30           | 2            | 6            | 0            | 4              | 0              | 1              | 0              | 0             | 0             | 0             | 0             | 34       | 2      | 7           | 0          |
| C. Schwegler    | 10           | 0            | 4            | 0            | 1              | 0              | 0              | 0              | 2             | 0             | 2             | 0             | 13       | 0      | 6           | 0          |
| P. Schürpf      | 22           | 11           | 4            | 0            | 2              | 2              | 0              | 0              | 2             | 0             | 1             | 0             | 26       | 13     | 5           | 0          |
| S. Sidler       | 10           | 0            | 2            | 0            | 1              | 0              | 1              | 0              | 0             | 0             | 0             | 0             | 11       | 0      | 3           | 0          |
| F. Ugrinić      | 17           | 0            | 0            | 0            | 2              | 1              | 0              | 0              | 1             | 0             | 0             | 0             | 20       | 1      | 0           | 0          |
| D. Ulrich       | 0            | 0            | 0            | 0            | 0              | 0              | 0              | 0              | 0             | 0             | 0             | 0             | 0        | 0      | 0           | 0          |
| R. Vargas       | 19           | 1            | 3            | 0            | 1              | 1              | 0              | 0              | 0             | 0             | 0             | 0             | 20       | 2      | 3           | 0          |
| I. Voca         | 19           | 0            | 2            | 0            | 1              | 0              | 1              | 0              | 0             | 0             | 0             | 0             | 20       | 0      | 3           | 0          |
| S. Wolf         | 1            | 0            | 0            | 0            | 0              | 0              | 0              | 0              | 0             | 0             | 0             | 0             | 1        | 0      | 0           | 0          |
| D. Zibung       | 0            | 0            | 0            | 0            | 2              | 0              | 0              | 0              | 0             | 0             | 0             | 0             | 2        | 0      | 0           | 0          |
| R. Ziegler      | 9            | 2            | 2            | 0            | 1              | 0              | 1              | 0              | 0             | 0             | 0             | 0             | 10       | 2      | 3           | 0          |
| L. Ćirković     | 6            | 0            | 0            | 0            | 0              | 0              | 0              | 0              | 0             | 0             | 0             | 0             | 6        | 0      | 0           | 0          |